# 恐怖食肉虫
《恐怖食肉虫》（英語：Squirm）是杰夫·利伯曼编剧并导演的1976年美国恐怖片，主要演员包括唐·斯卡尔蒂诺、帕特里夏·皮尔西、R·A·道、简·沙利文、彼得·麦克莱恩、弗兰·希金斯和威廉·纽曼。影片讲述喬治亞州某虚构小镇风暴过后肉食蠕虫泛滥成灾，并且到处吃人的故事。利伯曼儿时看见兄弟向泥地通电，导致蚯蚓从地里钻出，这段经历成为本片剧本的灵感来源。
百老汇制作人埃德加·兰斯伯里和约瑟夫·贝鲁为电影提供大部分资金。影片在乔治亚州溫特沃斯港拍摄五周，剧组从缅因州引进数以百万计的蚯蚓用于拍摄，随后就在当地释放。化妆师里克·贝克首次采用特效化妆制作本片特效。美国国际影片买下发行权后剪掉许多恐怖画面，希望将电影分级从“R”降至“PG”，但事实证明只是白费心机。影片商业上颇为成功，评论界起初反响冷淡，但后来逐渐改观，目前本片已是邪典经典。

## 剧情
强烈风暴席卷喬治亞州乡下小镇飞溪（Fly Creek），刮倒架空電纜导致当地停电。断掉的电线落在湿泥上，地下的蠕虫触电。次日早上，杰里·桑德斯（Geri Sanders）的男友米克（Mick）从纽约赶来度假，她借用虫农邻居罗杰·格里姆斯（Roger Grimes）的卡车去接。杰里和米克进城期间，卡车上装的十万条红虫和沙虫逃走。米克走进餐厅，有人就餐时谈到电线断裂导致超过30万伏特高压电通入地下。米克点单鸡蛋奶油，结果里面居然有蠕虫，但店主和警长吉姆·雷斯顿（Jim Reston）根本不信，觉得他是开玩笑。
杰里向米克介绍家母娜奥米（Naomi）和妹妹阿尔玛（Alma），小情侣随后前去参观古董商亚伦·比兹利（Aaron Beardsley）的大宅。罗杰的父亲威利（Willie）发现车上蠕虫不知所踪。罗杰看到米克和杰里一起，心中非常羡慕。杰里和米克抵达大宅后却找不到比兹利，格里发现屋外的人体骨架，但找来雷斯顿警长时骨架又消失了。雷斯顿觉得这就像之前鸡蛋奶油里的蠕虫一样又是恶作剧，威胁米克要是再到镇上就会将他逮捕。三人向附近居民打听比兹利的下落，得知人们只在风暴前见过他。米克自认无意中放跑卡车上的蠕虫并向罗杰道歉，邀请他一起与杰里去钓鱼，结果又在罗杰的卡车上发现人体骨架。
米克在小船上被蠕虫咬伤，罗杰伸出手告诉两人，他的拇指就是被触电蠕虫咬掉。米克下船治伤，杰里和罗杰还在船上，他与阿尔玛带着骨架上的头骨前往废弃牙科诊所，对比头骨和X光片上的牙齿，确认这就是比兹利的骨头。罗杰向杰里示爱，但带来作诱饵的蠕虫突然攻击并钻进他的脸。罗杰惨叫着跑进树林，杰里把情况告诉米克，两人前往蠕虫农场找罗杰，但米克发现蠕虫正在蚕食威利的尸体。他们向雷斯顿报警，但警长根本不信。米克推测是蠕虫杀害比兹利，但想不出原因。
米克、杰里、娜奥尔和阿尔玛共进晚餐，蠕虫咬断树根导致大树砸破房屋。米克想到电线肯定还在放电，湿地就是导体，他还推断蠕虫只会在夜晚钻出来。米克告诉杰里让所有人躲进屋内并准备蜡烛，自己出外寻找木板修补房屋。蠕虫将罗杰咬得面目全非，他打晕米克后进屋绑架杰里。小镇各地都有蠕虫进屋攻击人类，雷斯顿和牢房里的女子被活生生吃掉，酒吧里的人也一样。
米克苏醒后发现屋内娜奥米的遗骸，上面满是蠕虫。他上楼时又遭罗杰袭击，两人跑下楼，米克将对方推入大堆蠕虫。米克救出杰里并告诉他娜奥米已死，估计阿尔玛也死了。他们从窗户逃出房子，但罗杰从蠕虫堆里爬出来咬中米克腿部，米克用手电打死罗杰，再与女友爬上树并一直等到天亮。两人醒来后发现蠕虫都不见了，修理工告知供电已经恢复。阿尔玛躲在柜子里逃过一劫，走到窗前看向屋外，杰里和米克马上进屋与她会合。

## 演员
- 唐·斯卡尔蒂诺（Don Scardino）饰米克
- 帕特里夏·皮尔西（Patricia Pearcy）饰杰拉尔丁·“杰里”·桑德斯（Geraldine "Geri" Sanders）
- R·A·道（R.A. Dow）饰罗杰·格里姆斯
- 简·沙利文（Jean Sullivan）饰娜奥米·桑德斯
- 彼得·麦克莱恩（Peter MacLean）饰吉姆·雷斯顿警长
- 弗兰·希金斯（Fran Higgins）饰阿尔玛·桑德斯
- 威廉·纽曼（William Newman）饰奎格利（Quigley）
- 芭芭拉·奎因（Barbara Quinn）饰警长女友
- 卡尔·达根哈特（Carl Dagenhart）饰威利·格里姆斯
- 安琪尔·桑德（Angel Sande）饰米莉（Millie）
- 卡罗尔·简·欧文斯（Carol Jean Owens）饰丽兹（Lizzie）
- 金·莱昂·伊科沃佐（Kim Leon Iocovozzi）饰汉克（Hank）
- 沃尔特·迪米克（Walter Dimmick）饰丹尼（Danny）
- 莱斯利·索森（Leslie Thorsen）饰邦尼（Bonnie）
- 朱莉娅·克洛普（Julia Klopp）饰克洛普夫人

## 制作

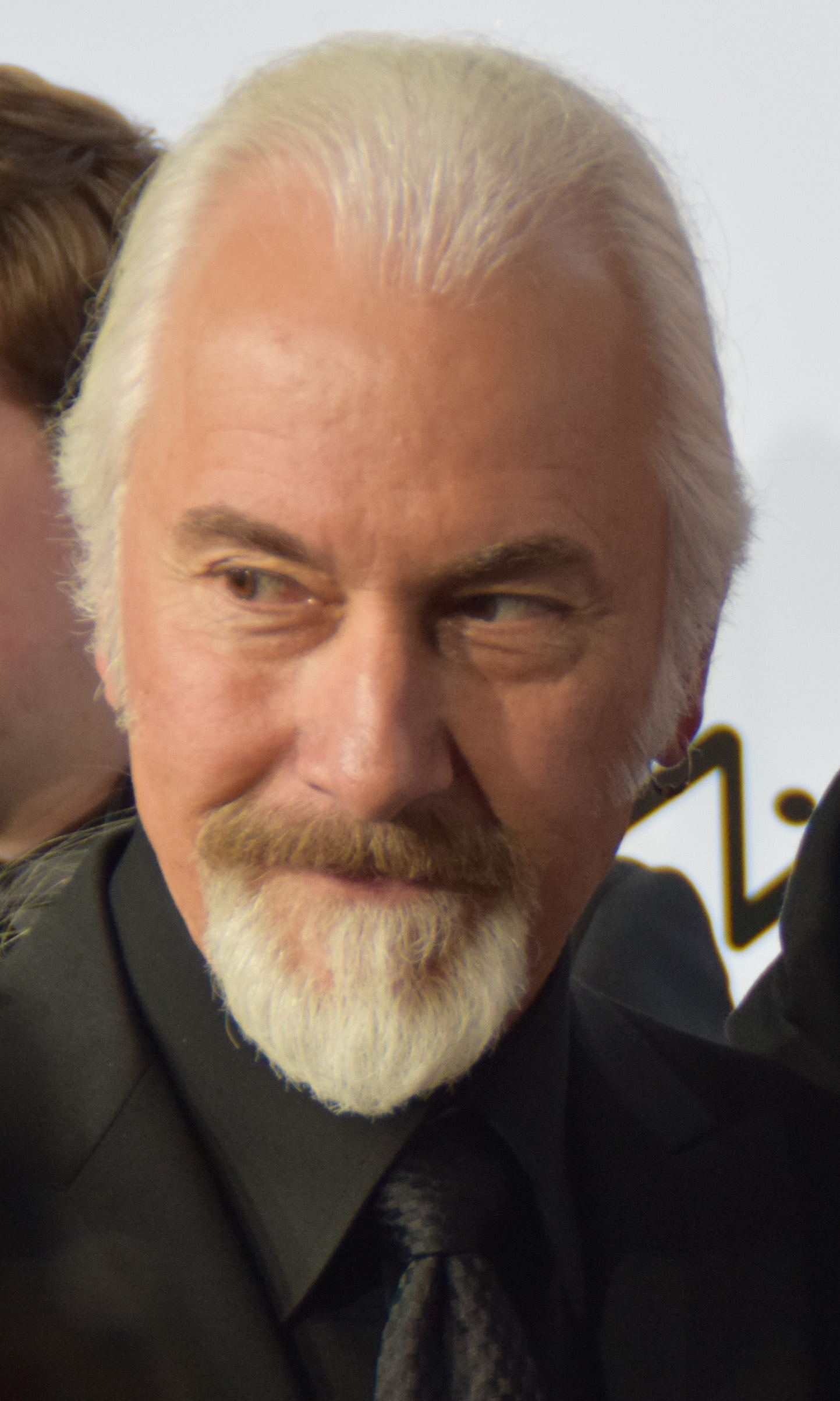
里克·贝克采用特效化妆制作《恐怖食肉虫》的特效

杰夫·利伯曼为《恐怖食肉虫》编剧时正参与雅努斯影业（Janus Films）项目《电影艺术》（The Art of Film），他在项目工作结束后构想本片应对工作压力。利伯曼小时候曾看到哥哥用变压器给泥土通电迫使地里的蠕虫钻出来，抓这些虫子去钓鱼，把他“吓得屁滚尿流”。他还听说印第安纳州弗洛伊茲諾布斯发生千足虫入侵民居，此外，1963年恐怖片《群鸟》也是他创作本片的灵感来源。
利伯曼用六周写完初稿，制片人乔治·马内西（George Manasse）觉得很有潜力并向百老汇独立制作人埃德加·兰斯伯里（Edgar Lansbury）和约瑟夫·贝鲁（Joseph Beruh）推荐。两从在1975年夏季看过后买断剧本，并自掏47万美元投入项目。《恐怖食肉虫》随后成为蠕虫公司制作的唯一一部电影。影片情节起初定在新英格蘭并计划实地取景，但因美国东北部秋季天气不适合拍摄改在乔治亚州溫特沃斯港摄制:18。1975年11月，电影在温暖的乔治亚州开拍。
金·貝辛格曾参与杰里一角试镜，但利伯曼看不上，觉得观众不会相信她这样的姑娘会在片中那种乡下小镇生活。后来利伯曼对此非常后悔，自认当时真是白痴。马丁·辛本已入选扮演米克，后来被斯卡尔蒂诺取代。马丁·辛建议米克的职业背景是演员，而且设想他是在背诵《哈姆雷特》选段时发现亚伦·比兹利的骨架。简·沙利文因在田纳西·威廉斯剧作中的南方口音获选扮演杰里之母娜奥米。为演好罗杰，R·A·道前往溫特沃斯港花费数周训练方法演技。
电影拍摄期间使用的蠕虫有一半是用橡胶制作，其他的许多都是缅因州大型沙虫，冷藏后运到溫特沃斯港，另有乔治亚大学海洋学研究所提供的约300万条红虫。为让蠕虫动起来，下方铺有电线并通电。为拍摄客厅满是蠕虫的镜头，剧组搭建1.2米的脚手架，上面盖着帆布，再在帆布上铺着厚15厘米、数以万计的蠕虫。剧组聘请当地童子军从下方挪动帆布，令蠕虫看起来不断起伏，这些童子军为此获优异奖章。电影制作收尾后，缅因州报纸宣称该州渔业受到本片制作的不利影响。
布莱恩·斯梅德利-阿斯顿（Brian Smedley-Aston）担任本片剪辑师，罗伯特·普林斯（Robert Prince）谱写配乐并在英格兰指挥乐队演奏。曾为《地球停转之日》（1951年）和《驚魂記》（1960年）作曲的伯纳德·赫尔曼原定参与本片制作，但在投入工作前去世。约瑟夫·曼吉恩（Joseph Mangine）担任摄影总监，亨利·施拉迪（Henry Shrady）任藝術總監。特效化妆师里克·贝克在纽约完成罗杰一角的化妆，把R·A·道变成“蠕虫脸”。这是贝克首次应用特效化妆技术，他先制作面部模具，用单丝渔线把覆盖润滑剂的假蠕虫从面部皮肤上拉出来。
主体拍摄耗时五周，其中一周用于处理蠕虫。利伯曼在後期製作投入大量心力，使用气球和剪刀制作蠕虫音效，再用多轨录音将两种声音循环。蠕虫牙齿的声音用剪刀开合模拟，蠕虫尖叫声取自布赖恩·德帕尔马1976年电影《魔女嘉莉》的杀猪桥段。

## 发行
《恐怖食肉虫》在1976年5月戛纳电影节播映后由美国国际影业买断发行权，同年7月14日在美国院线上映，8月9日扩大到全球放映。美国国际影业先向制片人预付25万美元购买国内发行权，另外50万美元承诺至少在16个国家和地区放映。
美国国际影业希望美國電影協會能为本片评级“PG”，但协会认为片中绝大多数恐怖场面都不符合PG级标准。电影为此剪掉大部分恐怖镜头和帕特里夏·皮尔西洗澡的桥段，电影时长因此缩短一分钟，但92分钟的新版本最后依然是“R”级。在电视上播放时剪掉的内容更多，导演对此表示：电影版的蠕虫攻击至少还能把故事讲通，电视版的剪法简直荒谬。电影商业上颇为成功，兰斯伯里和贝鲁单靠海外电影市场就足以收回投资。
1983年，维斯特朗视频发行本片VHS录像带，2003年米高梅家用娱乐发布DVD。DVD版长93分钟，恢复剪掉的淋浴片段并有包括导演评论音轨在内的特别花絮。2011年，米高梅家用娱乐将本片与《沼泽怪物》（Swamp Thing，1982年）、《活死人归来》（The Return of the Living Dead，1985年）一起发行套装。2013年9月23日，箭牌视频在英国发行本片未剪辑版藍光光碟和DVD。2014年10月28日，呐喊工厂（Shout! Factory）在美国发行未剪辑版蓝光光碟。此外，《恐怖食肉虫》还在亞馬遜影片、Tubi和战栗（Shudder）提供流媒体观看。

### 评价

影评人称赞本片的特效，特别是蠕虫钻进罗杰面部的镜头

影评人普遍认可电影的特效和恐怖元素，许多评论称赞片中特效令人毛骨悚然。《电视指南》认为蠕虫桥段“实在可怕”，《神奇影院》（Cinefantastique）刊登卡尔·康茨（Kyle B. Counts）的评论，称蠕虫钻进罗杰面部的过程“熟练到可怕”。文森特·坎比（Vincent Canby）在《纽约时报》发文，觉得蠕虫桥段“令人特别反胃”，他很不喜欢罗杰掉进大堆蠕虫的镜头，感觉就像肉酱投入意大利面。罗布·克雷格（Rob Craig）2019年著作《美国国际影业》同样认为本片恐怖之处就于在血淋淋的特效化妆，他还称赞电影用蠕虫这样本来毫无威胁的动物传达出恐惧感，将它们“堆积成庞大的群体，形成有意识的杀人武器”。2013年版《伦纳德·马尔丁电影指南》（Leonard Maltin's Movie Guide）认为《恐怖食肉虫》在恐怖片中表现高于平均水平，恐怖桥段层层递进，效果良好。唐纳德·瓜里斯科（Donald Guarisco）在AllMovie发文，称赞罗伯特·普林斯作曲时对合成器的应用“令人坐立不安”。
影评人对演员表演和电影制作反响不佳，对导演评价不一凯文·托马斯（Kevin Thomas）在《洛杉磯時報》发文，认可利伯曼在情节平衡上的处理，在危机迅速升级同时巧妙展示毫无威胁感的民间气氛。《电视指南》认为本片“就像利伯曼大部分作品一样”未获应得的认可。康茨批评导演对毛骨悚然桥段的处理“笨手笨脚”，效果大打折扣；《综艺》杂志也觉得电影制作“笨拙且业余”，削弱特效的恐怖感。影评人认可电影摄影。约翰·肯尼斯·缪尔（John Kenneth Muir）称赞电影制作和画面，但令人失望的地方在于前后意境不一，而且没有真实可信的人物:134–136。坎比认为斯卡尔蒂诺和皮尔西的演出还不赖。
《恐怖食肉虫》上映后《综艺》和《纽约时报》观感一般，但随着时间的推迟，电影评价逐渐好转。康茨的评价认为电影老是从暴力镜头切换到搞笑场面，导致电影气氛上不去，但托马斯觉得影片对幽默和恐怖的平衡把握出色。约翰·皮姆（John Pym）在《电影月报》（The Monthly Film Bulletin）发文，称电影的恐怖和渲染值得称道。瓜里斯科认为本片堪称“大自然复仇恐怖片”的典范之作，称赞电影的第三幕令观众投入情节，关注人物命运。多年后，许多媒体在回顾时认可本片表现，《恐怖食肉虫》成为邪典经典，片中幽默和主题赢得认可。《時代雜誌》于2010年将本片列入“十佳杀手动物电影”，称赞片中部分镜头就像《惊魂记》浴室杀人桥段的“病态扭曲”。《电视指南》发文称赞片中无论幽默还是恐怖桥段都颇具“假正经”风味，致敬《惊魂记》的场景也不例外。克雷格认为影片娱乐效果和眼光都值得称道，相比之下演员表现颇有不及。吉姆·克拉多克（Jim Craddock）的著作《金牌电影检索》称《恐怖食肉虫》表现还过得去，是“还好”的巨型蠕虫电影。

## 分析
《恐怖食肉虫》可以视为“大自然复仇”电影，是20世纪70年代初由《毒蛙》（Frogs）、《魔兔之夜》（Night of the Lepus）催生的电影类型。《大白鲨》是该类型片的代表作，此后各种续集或类似取材的电影层出不穷，想借前作的巨大成功从市场分一杯羹。但电影研究学者亨特（I.Q. Hunter）指出，昆汀·塔伦蒂诺曾将20世纪70年代初的这种类型片称为“大自然母亲发狂片”，《大白鲨》不过是这种潮流的延续。缪尔将这种类型称为“生态恐怖片”，“这些电影反映观众对大自然母亲不会容忍人类掠夺和污染地球的真实恐惧”:2。
影评人罗宾·伍德（Robin Wood）认为恐怖片反映的是性压抑和家庭关系紧张问题，《恐怖食肉虫》就是“大自然母亲复仇”的代表作，觉得片尾不应该有三个主要人物幸存，因为蠕虫体现的电影逻辑是大自然力量不可阻挡，三人幸存不符上述逻辑。罗布·克雷格指出，片中描绘的乡村居民“愚昧无知、各行其事、保守反动、腐败无能，甚至有可能是疯子”，蠕虫可以视为隐喻，意指“乡巴佬软弱且粘糊糊的生殖器，单独来看既可笑又脆弱，但联合起来却非常危险”，反过来喻示乡下人虽然就像“乱七八糟的面条”，但依然是危险的社会力量。康茨声称，本片与《稻草狗》（Straw Dogs）都有类似的“男子理想”主题，男主角便是英雄，但他也认为，《恐怖食肉虫》不会让人觉得米克最后成长为“真正的男人”。
利伯曼为乔恩·陶森（Jon Towlson）2014年著作《颠覆恐怖电影：科学怪人至今电影蕴含的反文化信息》（Subversive Horror Cinema: Countercultural Messages of Films from Frankenstein to the Present）作序，文中针对《恐怖食肉虫》引发的批判和学术分析表示：
《恐怖食肉虫》是我的电影处女作，我压根儿就没想传达什么社会或政治观念，至少可以说没这打算。电影上映后，评论家很快就发现各种我一点儿都不知道的深刻含义，比如大自然报复不尊重生态的人类，人类死亡的象征和无可避免要沦为蠕虫食物的命运，甚至主要人物的性压抑等主题。或者他们说的都对，但即便如此，我也压根儿就没有这些想法。——杰夫·利伯曼，《颠覆恐怖电影：科学怪人至今电影蕴含的反文化信息》

## 影响
导演布赖恩·德帕尔马1981年的电影《凶线》多个镜头出现《恐怖食肉虫》电影海报。利伯曼是德帕尔马的影迷，他在接受《疯哥利牙》（Fangoria）采访时自称曾在多年后向德帕尔马问起此事，德帕尔马回答“只用最好的！”音乐家怪人保罗·佩特罗斯基（"Weird Paul" Petroskey）创作专辑《鸡蛋奶油里的蠕虫》（Worm in My Egg Cream），意指《恐怖食肉虫》中米克点的鸡蛋奶油里居然有蠕虫。专辑由佩特罗斯基旗下石滚唱片（Rocks & Rolling Records）发行，其中16首曲目的标题都和专辑相同。
《神秘科学影院3000》（Mystery Science Theater 3000）是美国电视喜剧剧集，讲述主角和两个机器人朋友参加科学实验，实验过程就是强迫他们观看烂片。1999年8月1日《恐怖食肉虫》入选该剧第十季倒数第二集，在科幻频道播映。一同播放的还有短片《弹簧狂热》（A Case of Spring Fever）。2014年，呐喊工厂推出《神秘科学影院3000》剧集“火鸡节收藏”，收录的四集分别是《恐怖食肉虫》、《丛林女神》（Jungle Goddess）、 《彩山》（The Painted Hills）和《尖叫的头骨》（The Screaming Skull）。